# Kwon Eun-bin
Đây là một tên người Triều Tiên, họ là Kwon.
Kwon Eun-bin (Hangul: 권은빈‬, Hanja: 權恩彬, Hán-Việt: Quyền Ân Bân, sinh ngày 6 tháng 1 năm 2000), thường được biết đến với nghệ danh Eunbin, là một nữ ca sĩ, rapper và diễn viên người Hàn Quốc, thành viên của nhóm nhạc nữ CLC do Cube Entertainment thành lập và quản lý. Eunbin bắt đầu nổi tiếng thông qua chương trình thực tế sống còn Produce 101 mùa 1 do Mnet sản xuất. Vào tháng 2 năm 2016, Eunbin được Cube Entertainment giới thiệu là thành viên thứ 7 của nhóm nhạc nữ CLC (cùng với thành viên Elkie).
Eunbin chính thức ra mắt với tư cách diễn viên vào năm 2018 với bộ phim Người cha tồi của đài truyền hình MBC. Cô cũng xuất hiện trong bộ phim Dear.M của đài KBS2 và phim Chờ mùa xuân xanh (2021).

## Tiểu sử
Eunbin tên thật là Kwon Eun-bin, sinh ngày 6 tháng 1 năm 2000 tại Seoul, Hàn Quốc. Cô có bố tên là Kwon Han-soo. Cô từng học tại Trường Trung học cơ sở Onham và đã tốt nghiệp Trường Trung học Nghệ thuật Hanlim. Eunbin có thể chơi guitar. Sở thích của cô là mua sắm và chơi guitar. Eunbin rất thân với Jeon So-mi và Jeon So-yeon khi tham gia Produce 101, cô còn là bạn thân với Hyesung (Elris). Cô có thể nói thông thạo tiếng Hàn và tiếng Anh.

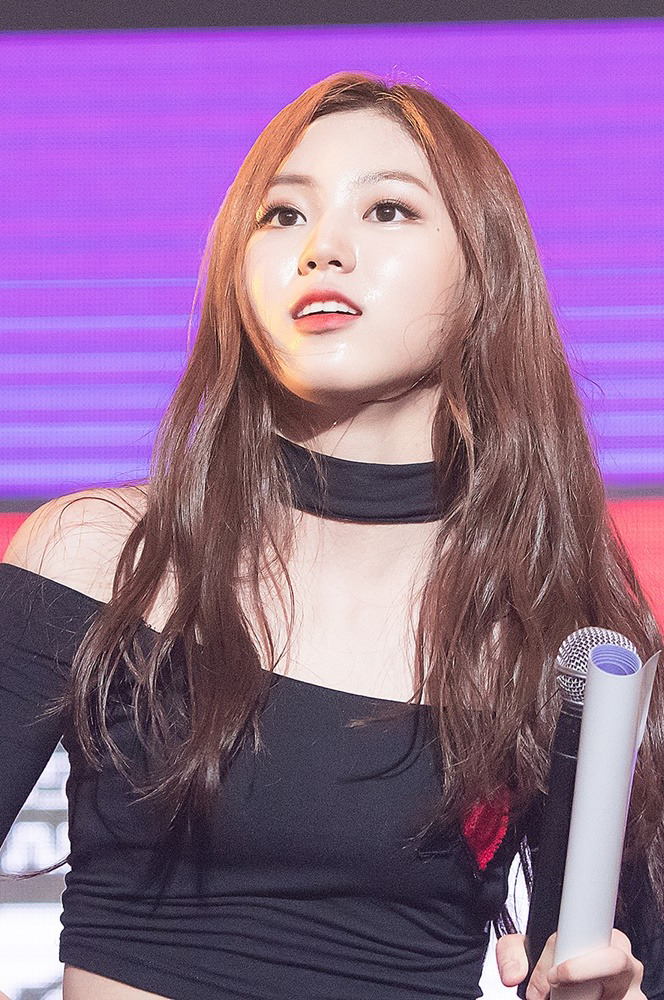
Kwon Eun-bin tại MTV Asia Music Stage 2016

## Sự nghiệp

### 2016: Produce 101
Vào ngày 22 tháng 1 năm 2016, Eunbin trở nên nổi tiếng khi cô được giới thiệu là một thí sinh trong chương trình thực tế sống còn của nhóm nhạc nữ Mnet, Produce 101 là để sản xuất một nhóm nhạc nữ từ một nhóm gồm 101 thực tập sinh nữ đến từ 46 công ty khác nhau.  Kwon Eun-bin đại diện cho Cube Entertainment trong Produce 101 , cùng với Jeon So-yeon , người sau này ra mắt với tư cách là trưởng nhóm của (G)I-dle và Lee Yoon-seo, một cựu thực tập sinh tại công ty.  Eunbin đã bị loại khỏi chương trình ở tập thứ mười và do đó không được ra mắt với tư cách là thành viên của nhóm tiếp theo I.O.I.

### 2016-2022: Ra mắt cùng với CLC
Theo Cube Entertainment, Eunbin ban đầu dự định ra mắt cùng CLC vào năm 2015, nhưng việc ra mắt của cô đã bị hoãn lại sau khi việc phát hành EP thứ ba của nhóm bị trì hoãn. Do những hạn chế trong hợp đồng của Produce 101, cô không thể cùng nhóm quảng bá "High Heels" trên các chương trình âm nhạc. Công ty đã lên kế hoạch cho Eunbin tham gia quảng bá cho "High Heels" nếu cô bị loại hoặc hoãn các hoạt động với CLC nếu cô muốn lọt vào top 11 trên Produce 101. Vào ngày 12 tháng 5, CLC đã mở kênh V Live của họ , sau đó là buổi phát sóng trực tiếp với toàn bộ nhóm, bao gồm cả Eunbin. Cô bắt đầu hoạt động quảng bá đầy đủ với tư cách là thành viên của nhóm với việc phát hành Nu.Clear vào tháng 5 năm 2016.  Một tháng sau, các hoạt động của cô với nhóm tạm thời bị tạm dừng do vấn đề sức khỏe. Trong vòng vài ngày, cô tiếp tục hoạt động nhóm sau khi hồi phục. 
Kể từ khi ra mắt với CLC, Eunbin đã tham gia vào sáu EP tiếng Hàn của nhóm, cả hai EP tiếng Nhật và ba đĩa đơn của họ. Cô cũng đã đóng góp lời rap cho bài hát "Like That" trong EP thứ bảy của nhóm, Black Dress , phát hành vào tháng 2 năm 2018.
Hoạt động của CLC chính thức kết thúc vào tháng 5 năm 2022.

### 2018-nay: Hoạt động solo và dự án diễn xuất
Vào ngày 21 tháng 3 năm 2018, Eunbin đã ra mắt sàn diễn thời trang với tư cách là người mẫu cho Jarrett tại Tuần lễ thời trang Seoul Thu/Đông 2018 của Hera. 
Vào ngày 26 tháng 6 năm 2018, có thông báo rằng Eunbin sẽ ra mắt với tư cách là một diễn viên truyền hình, vào vai Kim Sang-ah trong bộ phim truyền hình Bad Papa của MBC . Bộ phim bắt đầu phát sóng vào tháng 9 cùng năm. Cùng năm đó, cô cũng được chọn vào vai Eun-bin (được đặt theo tên cô) trong loạt phim truyền hình trực tuyến YouTube Premium , Top Management , một thành viên của nhóm nhạc nữ nổi tiếng Apple Mint. 
Vào ngày 8 tháng 7 năm 2019, có thông tin tiết lộ rằng Eunbin đã được chọn tham gia bộ phim truyền hình KBS2 Tình yêu đẹp, Cuộc sống tuyệt vời với vai Kim Yeon-ah. Cô ấy đã rời bỏ vai diễn này do xung đột lịch trình trước khi sản xuất. 
Vào ngày 21 tháng 1 năm 2020, TV Chosun thông báo rằng Eunbin sẽ tham gia dàn diễn viên cho bộ phim hài mới Somehow Family. Bộ phim bắt đầu phát sóng vào tháng 3 trước khi bị tạm dừng vô thời hạn, sau khi phát sóng hai tập.  Vào tháng 3 năm 2021, Somehow Family đã được xác nhận sẽ tiếp tục phát sóng trên TV Chosun, từ ngày 21 tháng 3, dưới dạng một bộ phim truyền hình được quay trước hoàn toàn, với Eunbin tiếp tục đảm nhận vai Seong Ha-neul. 
Vào tháng 10 năm 2020, Eunbin tham gia dàn diễn viên của loạt phim Dear. M , một phần phụ của bộ phim truyền hình trực tuyến nổi tiếng của Hàn Quốc, Love Playlist . Cô được chọn vào vai Min Yang-hee, một sinh viên năm nhất của Khoa Khoa học Máy tính tại Đại học Seoyeon.  Dear. M được phát hành thành hai phần vào ngày 29 tháng 6 năm 2022 và ngày 6 tháng 7 năm 2022 trên các nền tảng phát trực tuyến toàn cầu.  Ban đầu, bộ phim dự kiến ra mắt trên KBS2 vào ngày 26 tháng 2 năm 2021, nhưng việc phát sóng đã bị trì hoãn vô thời hạn do những tranh cãi xung quanh nữ diễn viên chính của bộ phim. 
Vào tháng 2 năm 2021, Eunbin chính thức được công bố là một phần của dàn diễn viên KBS2 chuyển thể từ webtoon, At a Distance, Spring Is Green .  Cô được chọn vào vai Wang Young-ran, sinh viên năm thứ tư chuyên ngành Thể dục tại Đại học Myeongil.  Bộ phim phát sóng từ ngày 14 tháng 6 đến ngày 20 tháng 7 năm 2021 trên KBS2. Vào ngày 29 tháng 6, Eunbin đã tham dự K-Model Awards với AMF Global, nơi Eunbin đã giành được Giải thưởng Nữ được yêu thích nhất cho Nghệ sĩ Văn hóa Đại chúng, giải thưởng đầu tiên của cô với tư cách là một diễn viên.
Vào tháng 2 năm 2022, đã có thông tin xác nhận rằng Eunbin sẽ đóng một vai chính trong bộ phim kinh dị khoa học viễn tưởng gốc của TVING, Duty After School , dựa trên webtoon cùng tên. Phim được công chiếu vào ngày 31 tháng 3 năm 2023 trên TVING. 
Vào ngày 9 tháng 4 năm 2023, có thông báo rằng Eunbin sẽ tham gia nền tảng truyền thông DearU Bubble thông qua quan hệ đối tác của Cube Entertainment.

## Danh sách đĩa nhạc
Mọi hoạt động âm nhạc của Eunbin đều nằm trong danh sách đĩa nhạc của CLC.

### Đĩa đơn
| Năm  | Bài hát   | Xếp hạng | Doanh số        | Album                             |
| ---- | --------- | -------- | --------------- | --------------------------------- |
| 2016 | Pick Me   | 9        | - KOR: 893,723+ | Bài hát này không nằm trong album |
| 2016 | Bang Bang | -        | -               | Dance/Vocal/Rap                   |

### Sáng tác
| Bài hát       | Album       | Nghệ sĩ     | Ghi chú  |
| 2018          | 2018        | 2018        | 2018     |
| ------------- | ----------- | ----------- | -------- |
| "Like That"   | Black Dress | CLC         | Viết lời |
| "Young & One" | One         | United Cube | Viết lời |

## Danh sách phim

### Phim truyền hình
| Năm       | Tên tiếng Việt                                     | Tên tiếng Hàn    | Nhân vật                                         | Kênh            | Ghi chú               |
| --------- | -------------------------------------------------- | ---------------- | ------------------------------------------------ | --------------- | --------------------- |
| 2018      | Bad Papa                                           | 배드파파         | Kim Sang-ah                                      | MBC             | Vai phụ               |
| 2018      | Top Management                                     | 탑 매니지먼트    | Eunbin                                           | YouTube Premium | Vai phụ               |
| 2020      | Đồ Đồ Son Son La La Son (Do Do Sol Sol La Sol)     | 도도솔솔라라솔   | Jung Ga-yeong                                    | KBS2            | Khách mời (Tập 13-15) |
| 2020-2021 | Somehow Family                                     | 어쩌다가족       | Seong Ha-neul, Dong-il và con gái của Hee-kyeong | TV Chosun       | Vai phụ               |
| 2021      | Youth of may                                       | 오월의청춘       | Yu-jin, bạn gái cũ của Hwang Hee-tae             | KBS2            | Khách mời (Tập 1)     |
| 2021      | Chờ mùa xuân xanh (At a Distance, Spring is Green) | 멀리서보면푸른봄 | Wang Young-ran                                   | KBS2            | Vai phụ               |
| 2021      | Dear. M                                            | 디어엠           | Min Yang-hee                                     | KBS2            | Vai phụ               |
| 2023      | Duty After School                                  | 방과 후 전쟁활동 | Yeon Bo-ra                                       | TVING           | Vai chính             |
| 2024      | Hierarchy                                          | 하이라키         | Gil Ye-ji                                        | Netflix         | Vai phụ               |

## Truyền hình

### Chương trình truyền hình
| Năm  | Tên  | Kênh truyền hình | Thành viên | Vị trí   |
| ---- | ---- | ---------------- | ---------- | -------- |
| 2016 | Mnet | Produce 101      | Chính cô   | Thí sinh |